# Túmulo en loma

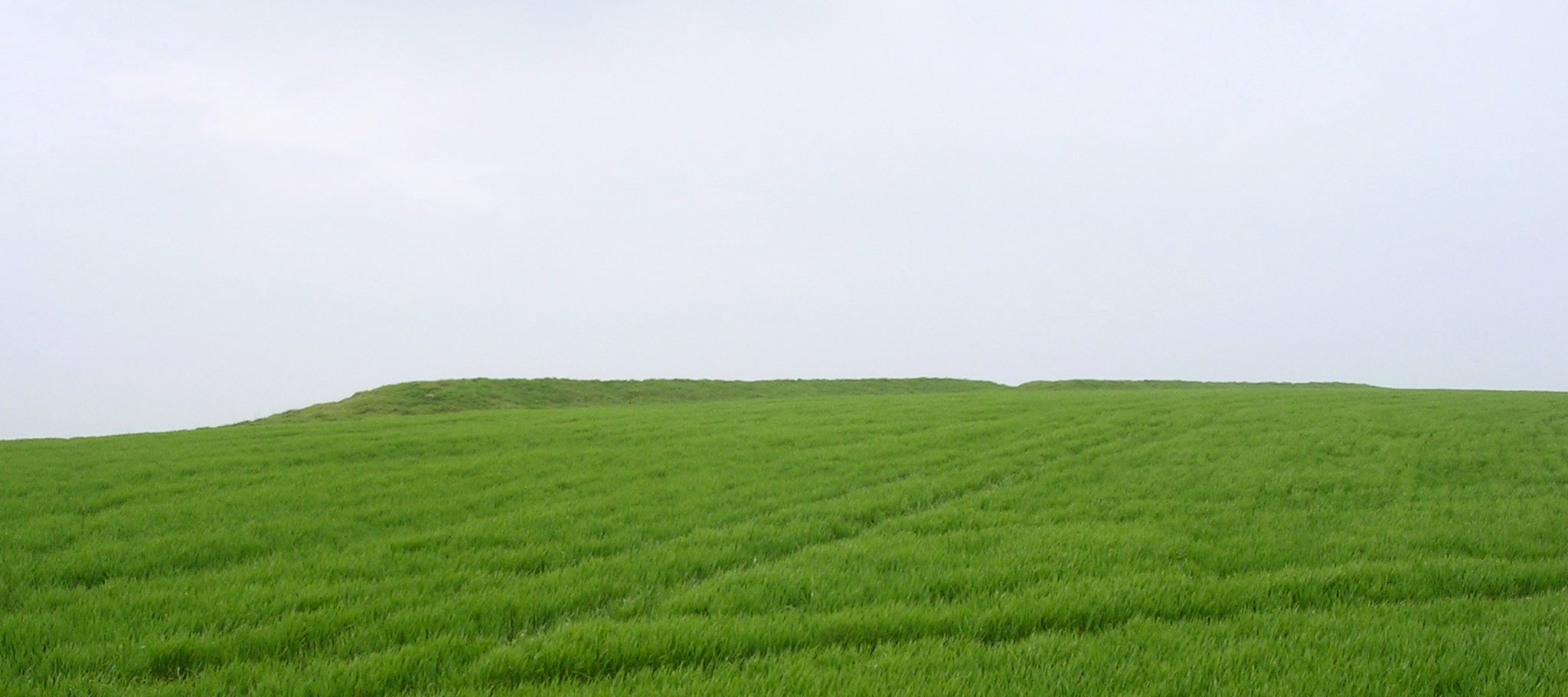
Túmulo en bancal Long Bredy en Martin's Down, Dorset (Reino Unido).

Un túmulo en loma, cuyas denominaciones en inglés se corresponden con bank barrow, long mound, barrow-bank, ridge barrow o ridge mound, es un tipo de túmulo identificado por primera vez por O.G.S. Crawford en 1938. Se encuentran en las islas británicas, especialmente en Inglaterra y el sur de Escocia, y su tamaño suele rondar los 150 m.

## Descripción
En el Reino Unido, adoptan la forma de una larga y sinuosa loma de lados paralelos, aproximadamente uniforme en altura y ancho a lo largo de toda su longitud, y por lo general, flanqueada por zanjas a ambos lados. Pueden ser el resultado de una sola fase de construcción, o ser el resultado de la adición de una o más secciones lineales como continuación de un túmulo preexistente. Aunque se han encontrado entierros en el montículo no se han identificado como cámaras funerarias como tales. Este tipo de monumentos del Neolítico no son aún bien entendidos.

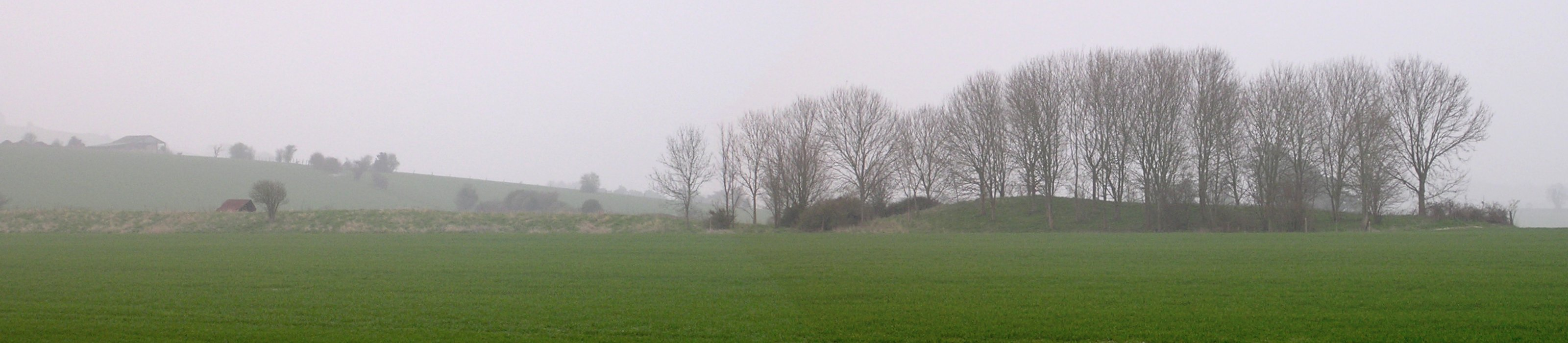
Un posible túmulo en loma cerca de Pentridge en Dorset (Reino Unido). El túmulo se compone de dos partes bien diferenciadas: la parte más alta y estrecha (arbolada) al noreste y la parte más ancha y plana (cubierta de hierba) al sureste. Estas partes miden 50 m y 90 m de largo, respectivamente. A pesar de que han sido considerados como dos túmulos unidos, el sondeo y la fotografía aérea ha revelado tener una zanja continua común (arada hacia fuera). Otra hipótesis es que la parte occidental es un túmulo de largo habitual, con la parte oriental como una cola que se ha añadido más tarde.

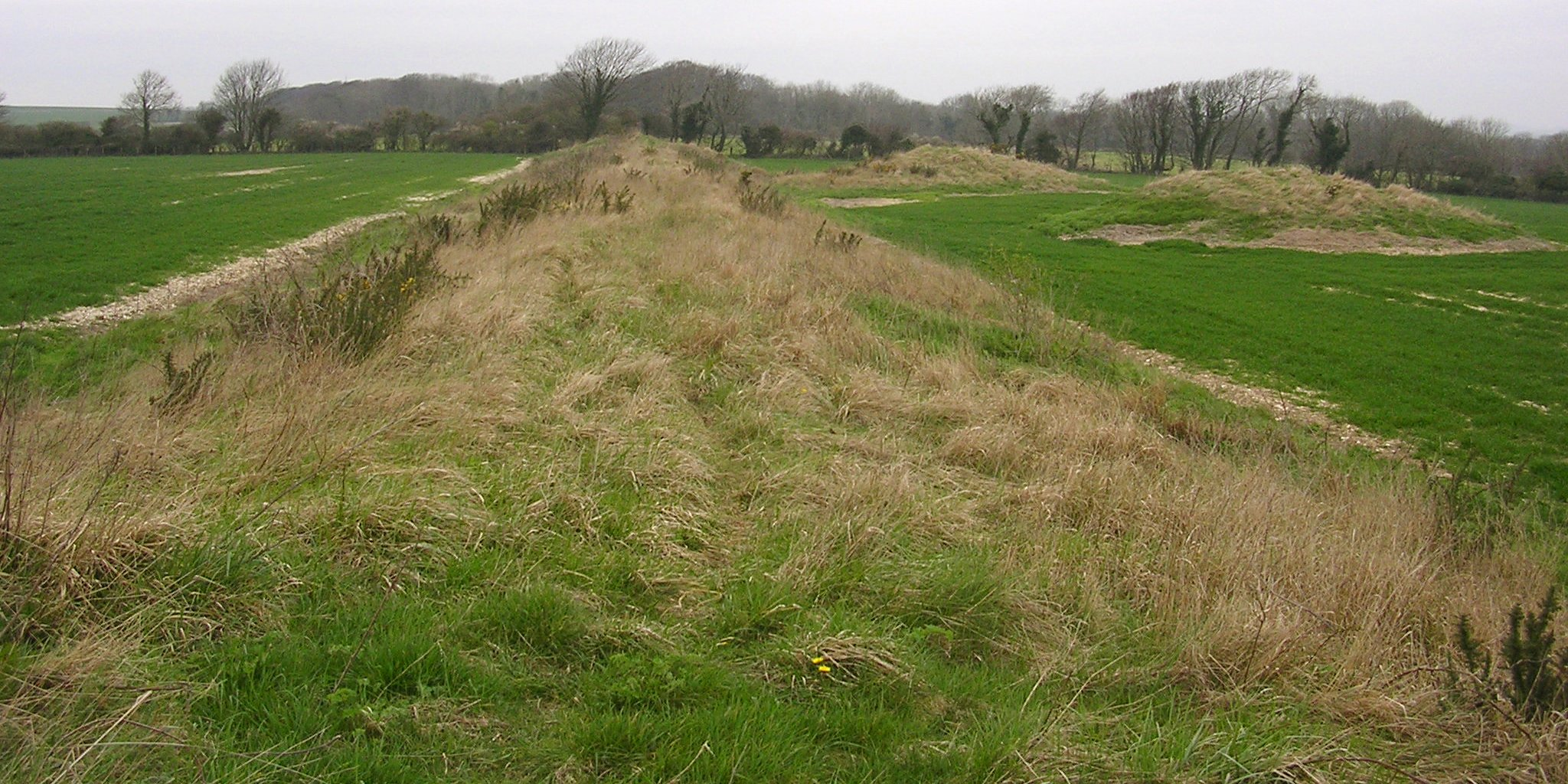
Vista desde la cresta a lo largo de un túmulo de 180 metros de longitud en Dorset, Reino Unido.

Existen menos de 10 túmulos en loma en el Reino Unido, siete de ellos en Inglaterra. Algunos ejemplos se pueden encontrar en:
- Maiden Castle, Broadmayne y Martin's Down, en Dorset;
- Long Low, cerca de Wetton, en Staffordshire.